# Ordensburg Christburg

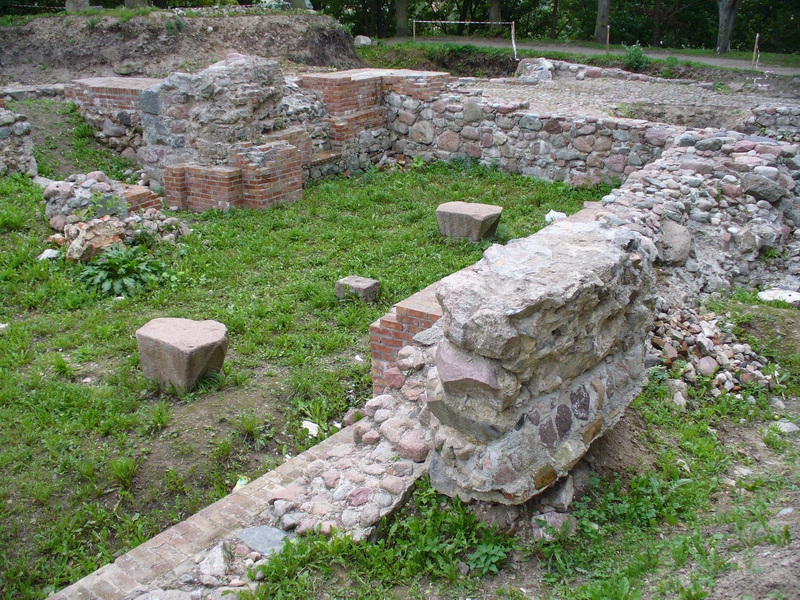
Ruine der Ordensburg Christburg

Die Ordensburg Christburg (polnisch Zamek w Dzierzgoniu) war eine Burg des Deutschen Ordens.

## Geschichte
Nach dem Chronisten Peter von Dusburg eroberten die Ritter an einem Heiligabend eine pomesanische Burg, die im heutigen Stary Dzierzgoń (Alt Christburg) lag. Die Prußen eroberten diese im ersten Prußenaufstand zurück. Nach Niederschlagung dieses Aufstands legte der Orden die heutige Ordensburg an, zunächst in Holz-Erde-Bauweise, ab 1260 in Stein. In der neuen Burg Christburg schloss der Orden 1249 den Christburger Frieden ab, in dem den Prußen relativ milde Bedingungen auferlegt wurden. Sie mussten zwar die weltliche Herrschaft des Deutschen Ordens und das Christentum anerkennen, doch konnten sie sich eine Reihe von Rechten und Freiheiten behalten. Die Burg galt militärstrategisch als Schlüssel zum Preußischen Oberland. Hier saß nach 1309 einer der Großgebietiger des Ordens – der Obersttrappier, der für das Bekleidungswesen im Ordensland verantwortlich war. Erster Komtur war Heinrich Stange.
Während des zweiten Prußenaufstands konnte sich Christburg als eine der wenigen Burgen halten. Von 1404 bis 1410 wurde die Burg von polnischen Truppen besetzt. Nach dem Zweiten Thorner Frieden kam die Burg unter polnische Oberhoheit. Im 16. und 17. Jahrhundert war die Burg schon Ruine, wie Ansichten von Anton Möller (1584) und Christian Hartknoch (1687) belegen. In den 1920er Jahren entstanden hier ein Park und ein Wasserturm.

## Bauwerk
Die Burg lag auf einer Anhöhe über der Stadt und war topographisch geschützt. Archäologische Untersuchungen wiesen die Fundamente zweier ungleich großer Flügelbauten nach, die in stumpfem Winkel zueinander standen. Am kürzeren Nordflügel war ein Turm angebaut. Christburg gehörte zu den frühen Ordensburgen, die noch keine regelmäßige Kastellstruktur besaßen.